# Toante (re di Corinto)
Toante (in greco antico: Θόας?, Thóas) è un personaggio della mitologia greca, figlio di Ornizione ed a sua volta figlio di Sisifo.

## Mitologia
Fu re di Corinto succedendo al padre quando suo fratello Foco colonizzò Tithorea.  Fu anche il padre di Damophon, che fu padre di Propodas e Propodas lo fu di Doridas e Hyantidas ma durante il regno di questi ultimi due, Corinto fu conquistato dai Dori capeggiati da Alete trent'anni dopo l'avvento degli Eraclidi. Doridas e Hyantidas consegnarono il controllo della città e gli fu concesso di rimanervi, mentre il resto degli abitanti fu espulso.